# La traición de la derecha estadounidense

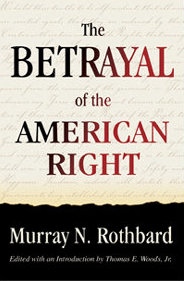
Portada frontal del libro "La traición de la derecha estadounidense " (título original The Betrayal of the American Right) escrito por Murray Rothbard.

La traición de la derecha estadounidense (título original The Betrayal of the American Right) es un libro escrito por Murray Rothbard en la década de 1970 y publicado por el Instituto Ludwig von Mises en 2007. En el mismo, Rothbard describe el relevo de la Vieja Derecha por los neoconservadores y los guerreros fríos durante los años 1950 y 1960.
En el libro Rothbard identifica un movimiento al que llama la «Vieja Derecha». Este era un movimiento libertario que incluía a Albert Jay Nock, H. L. Mencken y John T. Flynn. Era en parte una reacción a la entrada de Estados Unidos en la Primera Guerra Mundial y a este grupo se unieron historiadores revisionistas como Harry Elmer Barnes a la hora de negar la tesis de Versalles sobre la culpabilidad de la guerra, que acusaba únicamente a Alemania de provocar el conflicto. La Vieja Derecha también se oponía con vigor al New Deal, debido a sus tendencias estatistas y burocratizadoras. Esta oposición lideraba el grupo en alianza con los congresistas republicanos que también se oponían a Roosevelt. La Vieja Derecha cimentaba esta alianza con los enemigos del presidente en el Congreso aunando fuerzas con aislacionistas críticos con los intentos del Roosevelt de hacer que Estados Unidos entrara en la Segunda Guerra Mundial.
Después de la guerra, la Vieja Derecha fue desbaratada por un grupo intervencionista de activistas anticomunistas, que reclamaban una guerra global contra el comunismo. Las ideas libertarias tenían que quedar al margen, afirmaba este grupo, debido a las exigencias de la lucha. William F. Buckley, Jr., fundador y editor de National Review, desempeñó un papel esencial a la hora de imponer esta nueva mentalidad y excluir a las personas de la Vieja Derecha que seguían activas, como Flynn. El propio Rothbard se vio envuelto en este conflicto y cuenta su versión de la historia de las maquinaciones de Buckley.